# Кронгольм, Абрахам Петер
Абрахам Петер Кронхольм (швед. Abraham Peter Cronholm; 22 октября 1809, Ландскруна — 27 мая 1879, Стокгольм) — шведский историк.
Окончил Лундский университет, с 1834 года преподавал в нём, с 1849 г. профессор. Специалист по истории Скандинавии. Его главный труд — «История Швеции в царствование Густава II Адольфа» (швед. Sveriges historia under Gustaf II Adolf regering; в шести выпусках, 1857—1872). Продолжение этого труда — история Тридцатилетней войны от смерти Густава-Адольфа до Вестфальского мира — осталось неоконченным. 
Член Шведской королевской академии словесности.
Его брат, Бернхард Август Кронхольм (1813—1871), был заметным журналистом и публицистом.